# Ilmari Launis

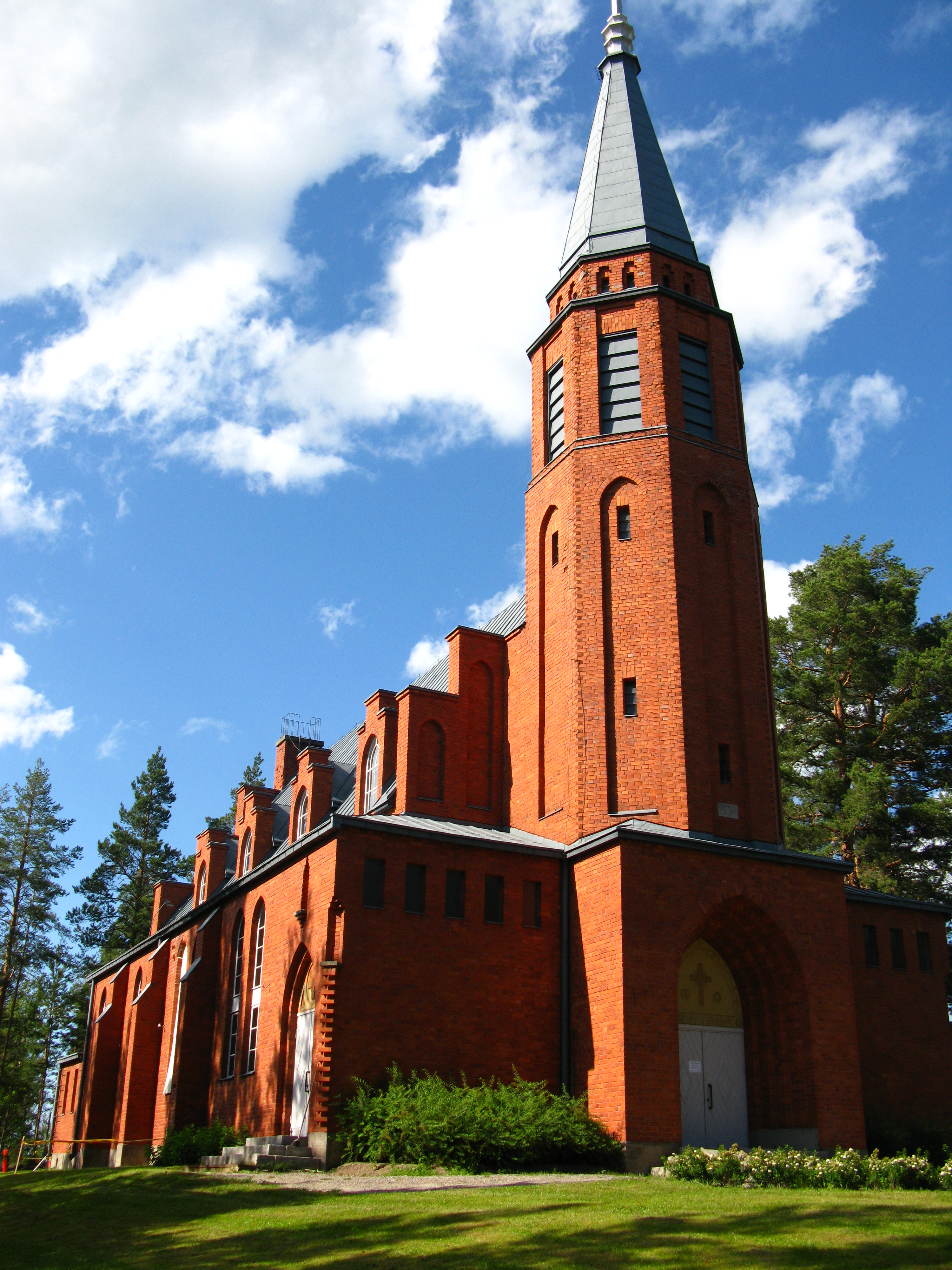
Kościół w Saari zaprojektowany przez Launisa

Adolf Ilmari Launis (ur. 3 grudnia 1881 w Hämeenlinna, zm. 10 kwietnia 1955 w Helsinkach) – fiński architekt. Zajmował się głównie projektowaniem kościołów, a także witraży.
Po studiach architektonicznych od 1905 do 1937 pracował dla agencji rządowej nadzorującej budowę budynków użyteczności publicznej. Był odpowiedzialny za zaprojektowanie kilku kościołów, plebanii, domów parafialnych i kaplic pogrzebowych w Finlandii. Przez pewien czas pracował również jako architekt miejski w Kuopio. Jego młodszym bratem był kompozytor Armas Launis.